# 저수조

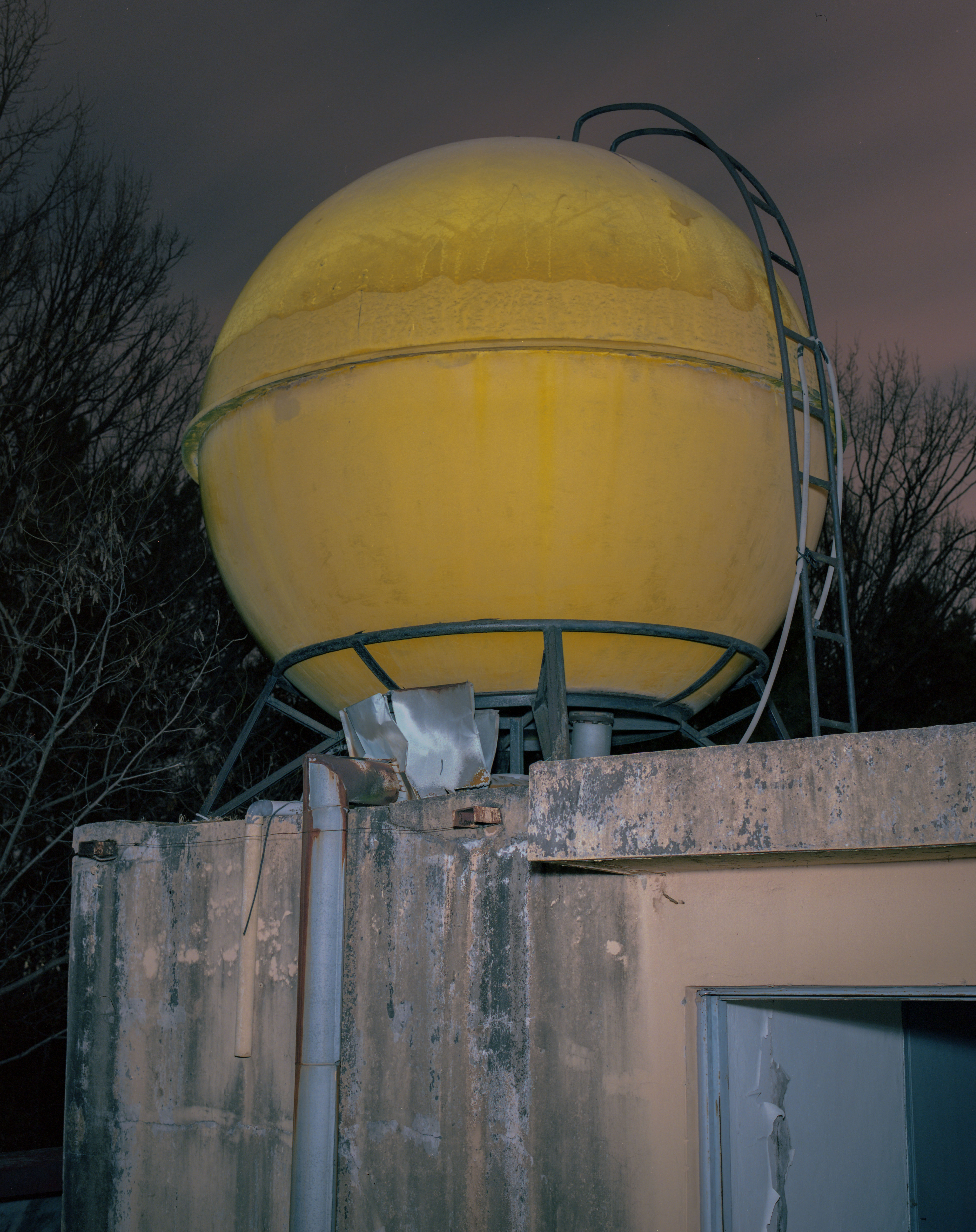
주거 아파트의 물탱크

저수조(貯水槽, water tank)는 물을 저축하는 시설 · 설비이다. 수도 용수 외에 공업 용수, 방화 용수 등의 용도가 있다. 물탱크라고도 가리킨다.

## 같이 보기
- 저수지